# Marjo Lahtinen
Marjo Anitta Lahtinen-Tapper, född 10 oktober 1944 i Jyväskylä, är en finländsk skulptör. 
Lahtinen studerade 1966–1969 vid Finlands konstakademis skola, 1966–1968 vid Konstindustriella yrkesskolan och 1968 vid Kungliga Konstakademien i Stockholm samt ställde ut första gången 1969. Sedan dess har hon hållit många separatutställningar och en större retrospektiv utställning (1993). Hon har huvudsakligen arbetat i olika stenmaterial, bland annat granit och marmor, och skapat ett stort antal arkaiserande torsofigurer i litet format, präglade av slutenhet och förenkling. På sina senaste utställningar har hon även ställt ut avbildningar av människoansikten och grupper av miniatyrskulpturer med bland annat torsomotiv och nyckelpigor. 